# Chavagnes-les-Redoux
Chavagnes-les-Redoux ist eine französische Gemeinde mit 847 Einwohnern (Stand: 1. Januar 2022) im Département Vendée in der Region Pays de la Loire. Sie gehört zum Arrondissement Fontenay-le-Comte und zum Kanton Les Herbiers (bis 2015: Kanton Pouzauges). Die Einwohner werden Chavagnais genannt.

## Geographie
Chavagnes-les-Redoux liegt etwa 35 Kilometer ostnordöstlich von La Roche-sur-Yon. Der Maine, ein Nebenfluss des Lay, begrenzt die Gemeinde im Süden. Umgeben wird Chavagnes-les-Redoux von den Nachbargemeinden Monsireigne im Norden und Nordwesten, La Meilleraie-Tillay im Osten und Nordosten, Tallud-Sainte-Gemme im Süden und Südosten, Bazoges-en-Pareds im Süden und Südwesten sowie Sigournais im Westen und Südwesten.

## Bevölkerungsentwicklung
| Jahr                      | 1962 | 1968 | 1975 | 1982 | 1990 | 1999 | 2006 | 2013 |
| Einwohner                 | 707  | 680  | 711  | 742  | 756  | 735  | 782  | 813  |
| Quelle: Cassini und INSEE |      |      |      |      |      |      |      |      |

## Sehenswürdigkeiten
- Kirche Notre-Dame de l’Assomption aus dem 13. Jahrhundert

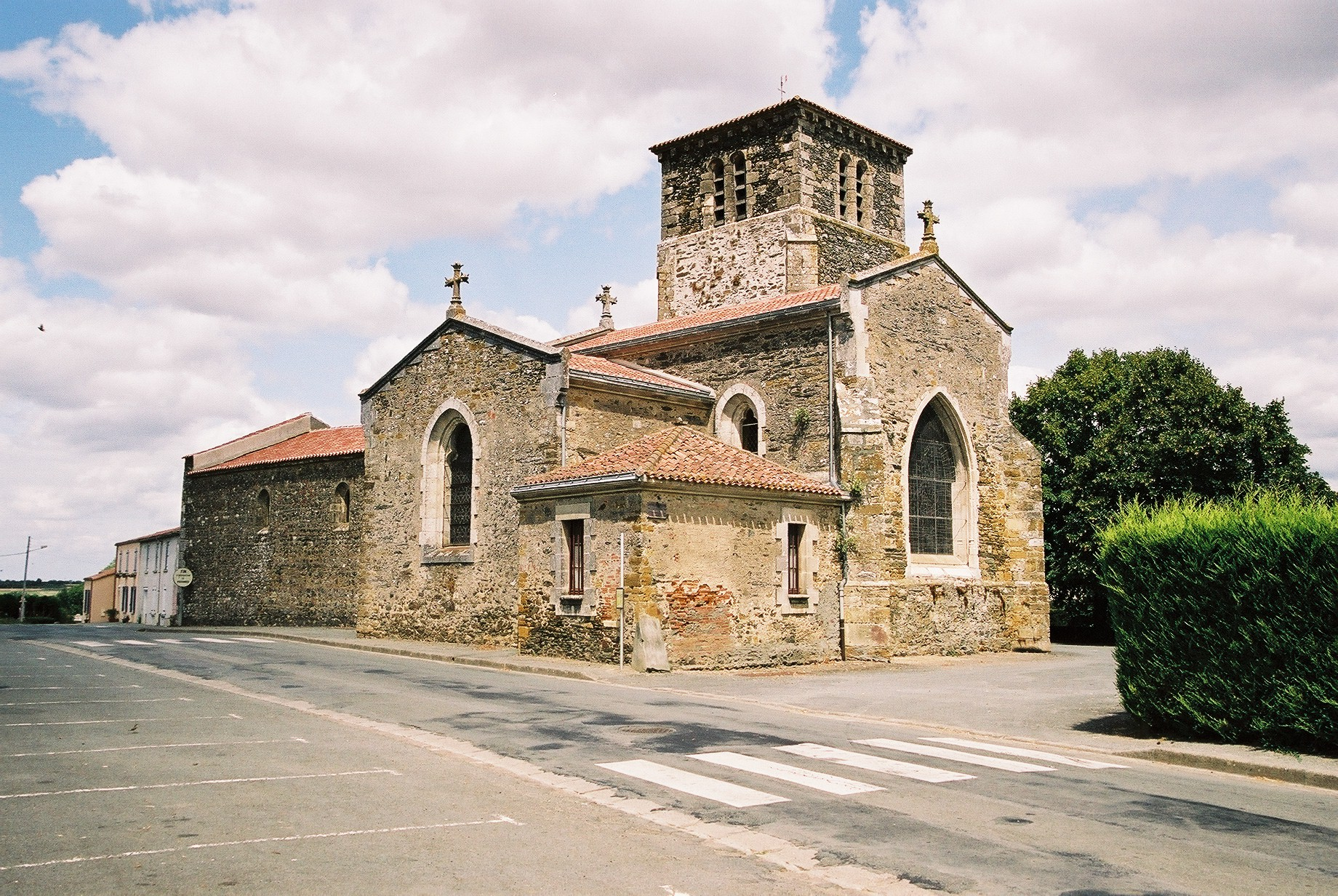
Kirche Chavagnes-les-Redoux